# Fai rumore
Chansons ayant remporté le Festival de Sanremo et chansons représentant la Italie au Concours Eurovision de la chanson
Soldi
(2019) Zitti e Buoni
(2021)
Fai rumore (prononcé : [fai ruˈmoːre] ; en français : « Tu fais du bruit ») est une chanson écrite et interprétée par le chanteur italien Diodato. Elle est sortie en single le 7 février 2020 et figure sur son quatrième album Che vita meravigliosa (en). 
La chanson a remporté le Festival de musique de Sanremo 2020 qui lui permettait de devenir la chanson représentant l'Italie au Concours Eurovision de la chanson 2020 à Rotterdam, aux Pays-Bas. À la suite de la pandémie de la Covid-19, le concours a été annulé.

## Liste des pistes
| 1. | Fai rumore | 3:36 |

## À l'Eurovision

### Sélection
La chanson aurait dû représenter l'Italie au concours Eurovision de la chanson en 2020, à la suite de la victoire de Diodato Festival de la musique de Sanremo 2020. La chanson est intégralement interprétée en italien, langue nationale de l'Italie, le choix de langue étant toutefois libre depuis 1999.
Finalement, le 18 mars 2020, l'Union européenne de radio-télévision annonce l'annulation du Concours en raison de la pandémie de Covid-19.

## Classements et certifications

### Classements hebdomadaires
| Classement (2020)               | Meilleure position |
| ------------------------------- | ------------------ |
| Belgique (Flandre Ultratip 100) | Tip                |
| Belgique (Wallonie Ultratip 50) | Tip                |
| Croatie (HRT)                   | 66                 |
| France (SNEP Téléchargement)    | 124                |
| Italie (FIMI)                   | 1                  |
| Suisse (Schweizer Hitparade)    | 36                 |
| Suisse (Charts Romandie)        | 10                 |

### Certifications
| Région                                                                     | Certification | Ventes/Streams |
| -------------------------------------------------------------------------- | ------------- | -------------- |
| Italie (FIMI)                                                              | Platine       | 70 000‡        |
| xNon précisé par la certification ‡ventes/streaming selon la certification |               |                |

## Historique des versions
| Région | Date           | Format                              | Label             | Réf.   |
| ------ | -------------- | ----------------------------------- | ----------------- | ------ |
| Italie | 5 février 2020 | Diffusion radio                     | Carosello Records | [ 13 ] |
| Divers | 7 février 2020 | Téléchargement numérique, streaming | Carosello Records | [ 2 ]  |